# Una aventura gigante
Una aventura gigante es una película de animación peruana de 2023 dirigida por Eduardo Schuldt, con guion de Schuldt y Sandro Ventura. Cuenta con las voces de Merly Morello, Gina Yangali, Gustavo Bueno y Reynaldo Arenas. El filme se estrenó en las salas de cine peruanas el 12 de enero de 2023.

## Sinopsis
La película relata la historia de Sebastián (Gina Yangali), Sophia (Merly Morello) y el pequeño Wawa (Eike Schuldt), quienes son transportados por una tormenta al mundo superior inca o Hanan Pacha, donde tendrán que enfrentar al demonio Supay (Reynaldo Arenas) para poder regresar sanos y salvos a su hogar.

## Reparto de voces
- Gina Yangali como Sebastián
- Merly Morello como Sofía
- Reynaldo Arenas como el Guardián Mono y el Supay
- Gustavo Bueno como el Guardián Cóndor
- Denisse Dibós como la Guardiana Araña y Anahí
- Paul Martin como el Guardián Colibrí
- Gustavo Mayer como Miguel
- Yiddá Eslava como Silvia
- Eike Schuldt como Wawa
- Sophia Schuldt como Sophia (niña)
- Eduardo Schuldt como Torre de control

## Recepción
En su reseña de la película, Carlos Oré Arroyo del portal Infobae resaltó la participación de actores como Gustavo Bueno y Reynaldo Arenas, pero criticó la historia. Sandro Mairata del diario La República afirmó: «Schuldt hace de Una aventura gigante un producto pedagógico, con la clara intención de que los niños aprecien la cultura nazca. La motivación es buena, pero entonces tenemos frases y retórica dignas de un salón de clases, no de una historia de cine».